# Raïon de Kharabali
Le raïon de Kharabali (en russe : Харабали́нский райо́н; en kazakh : Қарабайлы ауданы) est un des onze raïons administratifs et municipaux de l'oblast d'Astrakhan en Russie. La ville administrative de ce raïon est Kharabali.
La superficie de ce raïon est de 7 100 kilomètres carrés. La population qui y est présente était de 41 176 en 2010 mais 44% de la population est présente à Kharabali.
Les personnes d'origine russe représentent 51% de la population du raïon suivies des Kazakhs qui représentent 42% de la population. D'autres minorités comme les Arméniens, les Nogais ou les Tatars y sont aussi présentes.